# Cala Fornells

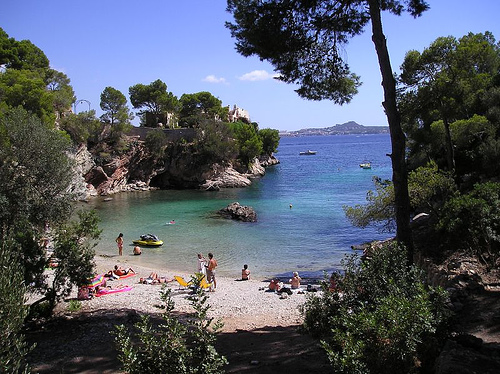
Cala Fornells.

Cala Fornells és una preciosa petita cala d'arena gruixuda, molt concorreguda per banyistes, ubicada a prop de Peguera, al municipi de Calvià, Mallorca. Té 30 m de llargada per 20 m d'amplada. S'han construït algunes terrasses damunt les roques per engrandir l'àrea destinada a prendre el sol. Per anar-hi des de Peguera està senyalitzat.
Serveis; Restaurants, hamaques i ombrel·les de platja per llogar.
Gràcies a la seva privilegiat enclavament, protegit dels vents del nord per la Serra de Tramuntana, Cala Fornells gaudeix d'unes temperatures molt suaus durant tot l'any que conviden al bany ia la pràctica d'activitats al'aire lliure, tant a l'estiu com a l'hivern.